# Kimulodes
Kimulodes är ett släkte av insekter. Kimulodes ingår i familjen fjärilsländor.
Kladogram enligt Catalogue of Life:
| Kimulodes | \| \| Kimulodes angulicornis \| \| \| \| \| \| Kimulodes sinuatus \| \| \| \| |
|           | \| \| Kimulodes angulicornis \| \| \| \| \| \| Kimulodes sinuatus \| \| \| \| |
|           | Kimulodes angulicornis                                                        |
|           |                                                                               |
|           | Kimulodes sinuatus                                                            |
|           |                                                                               |